# Femke Gerritse
Femke Gerritse (født 14. maj 2001) er en hollandsk professionel cykelrytter, som kører for SD Worx-Protime.
I 2019 vandt hun det hollandske landsvejsløb for juniorer for kvinder.
I 2021 skrev hun under med Parkhotel Valkenburg.
I 2022 blev hun tredje samlet i Thüringen Ladies Tour, og vandt den hvide trøje for bedst placerede unge rytter.
Senere samme år førte Gerritse bjergklassifikationen ved Tour de France Femmes i fire etaper.